# Leo Alkemade
Leo Alkemade ('s-Hertogenbosch, 6 augustus 1980) is een Nederlands cabaretier, acteur, schrijver en liedjesschrijver.

## Carrière
Alkemade verhuisde op driejarige leeftijd naar Loon op Zand en studeerde in 2002 af aan de Koningstheateracademie in 's-Hertogenbosch. Daar leerde hij Roel Bloemen kennen, met wie hij het duo "Alkemade & Bloemen" vormde. In 2000 won dit duo de jury- en publieksprijs op het Groninger Studenten Cabaret Festival. Zij maakten zes theaterprogramma's: ‘k Stoppermee, Sudomotorisch, HybrisHydrolisch, 13-0-ZEVEN, Wij willen ook naar huis en Je moet niet alles geloven wat Gemma zegt. Zowel Bloemen als Alkemade schrijft voor het radioprogramma Spijkers met koppen op de Nederlandse publieke radiozender NPO Radio 2..
Als acteur speelde hij in de films Shouf Shouf Habibi! en Floris (beide in 2004). Hij speelde ook in de komische televisieserie Shouf Shouf! (2004-2009). In 2011 trad hij soms op in De Dino Show van collega-cabaretier Jandino Asporaat. Alkemade nam daarnaast deel aan de Nederlandse versie van het programma Mag ik u kussen? In augustus 2012 nam hij deel aan het quizprogramma De Slimste Mens.
In 2011 was Alkemade ook te zien als Hugo van der Laan in de RTL-soap Goede tijden, slechte tijden en als gastacteur in het derde seizoen van Toren C. In 2012 deed Leo Alkemade mee aan het spelprogramma Fort Boyard, dat werd uitgezonden door de AVRO. Hij nam hierin deel in het team van de comedians. Het team werd derde. SBS6 startte in 2012 met de serie Komt een man bij de dokter, waarin moppen werden verfilmd tot korte sketches. Alkemade was in deze serie regelmatig te zien in diverse sketches.
Begin 2013 werd de cabaretvoorstelling van Alkemade en Bloemen, getiteld Je moet niet alles geloven wat Gemma zegt, geregistreerd voor tv-uitzending door de VARA/HumorTV. In hetzelfde jaar was Alkemade deelnemer in het tv-spelprogramma De Pelgrimscode van de EO en gastacteur in de SBS6-televisieserie Dokter Tinus. Sinds 26 augustus 2013 is hij een vaste speler in het sketchprogramma Sluipschutters. Vanaf 2014 speelde hij mee in de politieserie Smeris van BNN. In 2014 nam hij deel aan de vijftiende editie van Expeditie Robinson. Tijdens de tv-opnamen gaf hij er zelf tussentijds de brui aan. In 2014 speelde Alkemade de rol van Gerben in de speelfilm Pak van mijn hart, geregisseerd door Kees van Nieuwkerk, een rolletje in Hartenstraat en in 2015 was hij in de bioscoop te zien als rechercheur Rikkers in de film Popoz.
In 2015 en 2016 speelde hij Kurt de communicatiespecialist in de sciencefictioncomedyserie Missie Aarde. In 2017 vertolkte hij een van de hoofdrollen in de film Tuintje in mijn hart. Ook is Alkemade sinds 2017 een vaste cabaretier in het tv-consumentenprogramma Kanniewaarzijn.
In 2017 en 2018 was Alkemade gastacteur in het tv-programma Foute Vrienden. Vanaf september 2019 speelde Alkemade een seizoen in het SBS6-programma Echt Waar?!
In 2020 had Alkemade de gastrol van een verpleegkundige in de tv-serie Oogappels. Van 2020 tot en met 2022 was Alkemade teamcaptain in het Nederlandse spelprogramma Ik hou van Holland.
Op 1 april 2021 speelde hij de rol van Petrus in The Passion 2021. In 2022 was Alkemade te zien als secret singer in het televisieprogramma Secret Duets.

## Cabaretprogramma's

### Alkemade en Bloemen
- 2000: ‘k Stoppermee (Groninger Studenten Cabaret Festival)
- 2001: Sudomotorisch
- 2004-2006: Hybrishydrolisch
- 2006-2007: 13-0-ZEVEN
- 2008-2010: Wij willen ook naar huis
- 2010-2011: Je moet niet alles geloven wat Gemma zegt

## Filmografie

### Film
| Jaar | Film                          | Rol                 |
| ---- | ----------------------------- | ------------------- |
| 2004 | Shouf Shouf Habibi!           | Robbie              |
| 2004 | Floris                        | Zwitserse wachter   |
| 2014 | Pak van mijn hart             | Gerben              |
| 2014 | Hartenstraat                  | Kapper Nick         |
| 2015 | Popoz                         | Rechercheur Rikkers |
| 2017 | Tuintje in mijn hart          | Axel                |
| 2017 | Alles voor elkaar             | Jonathan            |
| 2017 | Oude Liefde                   | Roland              |
| 2017 | Bella Donna's                 | Joost               |
| 2017 | Huisvrouwen bestaan niet      | Huib                |
| 2019 | Huisvrouwen bestaan niet 2    | Huib                |
| 2020 | Op gepaste afstand (kortfilm) | kroegeigenaar       |
| 2020 | Casanova's                    | Erik                |
| 2022 | De Tatta's                    | Erik van Kempen     |
| 2022 | Zwanger & Co                  | Jo-Willie           |
| 2023 | De Tatta's 2                  | Erik van Kempen     |
| 2024 | Expeditie Cupido              | presentator         |
| 2024 | De Mannenmaker                | Luuk                |
| 2024 | Rokjesnacht                   | Bob Flinck          |
| 2025 | Dochters                      | Hugo                |

### Televisie
| Jaar               | Serie                        | Rol                 |
| ------------------ | ---------------------------- | ------------------- |
| 2004 - 2009        | Shouf Shouf!                 | Robbie ter Heerdt   |
| 2010               | Verborgen gebreken           | Hans                |
| 2011               | Goede tijden, slechte tijden | Hugo van der Laan   |
| 2011-2013, 2016    | Toren C                      | Diverse rollen      |
| 2012 - 2016, 2019- | Komt een man bij de dokter   | Ruud van der Spek   |
| 2013               | Dokter Tinus                 | Robert-Jan Hoebe    |
| 2013-2014          | Ik ook van jou               | Wouter              |
| 2014               | Fashion Planet               | Jim                 |
| 2014 - 2015        | Smeris                       | Erik-Jan Bol        |
| 2015 - 2016        | Missie Aarde                 | Kurt                |
| 2017               | B.A.B.S.                     | Jeroen              |
| 2018               | Flikken Maastricht           | Calvin van der Veen |
| 2020               | Oogappels                    | verpleegkundige     |
| 2023               | Cast                         | Leo                 |

### Overige tv-optredens
| Jaar       | Serie                                    | Rol                                   |
| ---------- | ---------------------------------------- | ------------------------------------- |
| 2011, 2012 | Mag ik u kussen?                         | Deelnemer                             |
| 2012       | Fort Boyard                              | Deelnemer                             |
| 2013       | De Pelgrimscode                          | Deelnemer                             |
| 2014       | Expeditie Robinson                       | Deelnemer                             |
| 2013-heden | Sluipschutters                           | Diverse rollen                        |
| 2016       | Rare jongens                             | Diverse rollen                        |
| 2016-2019  | Kanniewaarzijn                           | Diverse rollen                        |
| 2017       | De gevaarlijkste wegen van de wereld     | Deelnemer                             |
| 2018       | Oh, wat een jaar!                        | Deelnemer                             |
| 2019       | Echt Waar?!                              | Comedian                              |
| 2020-2022  | Ik hou van Holland                       | Teamcaptain                           |
| 2021       | Code van Coppens: De wraak van de Belgen | Deelnemers-duo met Dennis Weening     |
| 2021       | Iedereen is van de wereld                | Teamcaptain                           |
| 2021       | The Passion 2021                         | Petrus                                |
| 2021       | Missions Impossible                      | Presentator                           |
| 2021       | Het Jachtseizoen                         | Deelnemers-duo met Xander de Buisonjé |
| 2021       | Top 4000 Muziekquiz                      | Deelnemers-duo met Birgit Schuurman   |
| 2021       | Onmogelijke duetten                      | Deelnemer                             |
| 2022       | Van je familie moet je het hebben        | Presentator                           |
| 2022       | Secret Duets                             | Secret Singer                         |
| 2023       | The Big Bang                             | Deelnemers-duo met Dennis Weening     |
| 2023       | LOL: Last One Laughing (seizoen 2)       | Deelnemer                             |
| 2024       | Code van Coppens: De wraak van de Belgen | Deelnemers-duo met Dennis Weening     |
| 2024       | Secret Duets                             | Panellid                              |
| 2024       | DNA Singers                              | Deelnemer                             |
| 2025       | LOL: Last One Laughing (seizoen 3)       | Deelnemer                             |
| 2025       | Adieu God?                               | Gast                                  |

### Reclames
Alkemade leent zijn stem ook aan reclames. Zo was hij in 2012 te horen in een reclamespot voor Duyvis en in 2018 in een reclame voor D-reizen. Sinds 2022 is Alkemade de vaste huisstem in de reclames van supermarktketen Jumbo. Sinds 2023 is Alkemade met zijn dochter Liselot te zien in de reclames van Prijsvrij Vakanties.
- International Standard Name Identifier: 0000 0003 9253 8360
- Nederlandse Thesaurus van Auteursnamen: 308113063
- Virtual International Authority File: 286656080
- WorldCat: E39PBJqBqV7p97vJQpCMvRcgKd